# Villa María
Villa de María del Río Seco, zwane zwykle Villa María – miasto w Argentynie leżące w prowincji Córdoba. Stolica departamentu General San Martín. 
Villa María jest trzecim miastem w prowincji - powierzchnię 26.564 km² zamieszkuje 85 tys. ludzi (z okolicami 100 tys. ludzi).
Miasto jest siedzibą klubu piłkarskiego Alumni.